# Molde Fotballklubb 2006
Questa voce raccoglie le informazioni riguardanti il Molde Fotballklubb nelle competizioni ufficiali della stagione 2006.

## Rosa
| N. |                      | Ruolo | Calciatore           |
| -- | -------------------- | ----- | -------------------- |
| 1  | Norvegia (bandiera)  | P     | Knut Dørum Lillebakk |
| 3  | Svezia (bandiera)    | D     | Marcus Andreasson    |
| 4  | Finlandia (bandiera) | D     | Toni Kallio          |
| 5  | Norvegia (bandiera)  | D     | Øyvind Gjerde        |
| 6  | Norvegia (bandiera)  | C     | Daniel Berg Hestad   |
| 7  | Norvegia (bandiera)  | C     | Thomas Mork          |
| 8  | Norvegia (bandiera)  | C     | Marcus Bakke         |
| 9  | Norvegia (bandiera)  | C     | Magne Hoseth         |
| 9  | Canada (bandiera)    | A     | Rob Friend           |
| 10 | Norvegia (bandiera)  | C     | Stian Ohr            |
| 11 | Norvegia (bandiera)  | C     | Tommy Eide Møster    |
| 12 | Norvegia (bandiera)  | P     | Lars Ivar Moldskred  |
| 13 | Ghana (bandiera)     | D     | Habib Mohamed        |
| 14 | Norvegia (bandiera)  | C     | John Andreas Husøy   |
| 15 | Norvegia (bandiera)  | C     | Petter Rudi          |

| N. |                      | Ruolo | Calciatore                |
| -- | -------------------- | ----- | ------------------------- |
| 16 | Norvegia (bandiera)  | D     | Erlend Ormbostad          |
| 17 | Norvegia (bandiera)  | D     | Trond Strande             |
| 18 | Norvegia (bandiera)  | C     | Øyvind Gram               |
| 19 | Norvegia (bandiera)  | D     | Knut Olav Rindarøy        |
| 20 | Norvegia (bandiera)  | A     | Rune Ertsås               |
| 21 | Canada (bandiera)    | C     | Sandro Grande             |
| 22 | Norvegia (bandiera)  | P     | Jan Kjell Larsen          |
| 23 | Islanda (bandiera)   | A     | Marel Baldvinsson         |
| 23 | Danimarca (bandiera) | A     | Denni Conteh              |
| 24 | Slovenia (bandiera)  | C     | Matej Mavrič              |
| 26 | Senegal (bandiera)   | A     | Madiou Konate             |
| 30 | Norvegia (bandiera)  | C     | Peter Berg Hestad         |
| 33 | Norvegia (bandiera)  | D     | Petter Christian Singsaas |
| 42 | Senegal (bandiera)   | A     | Pape Paté Diouf           |

## Risultati

### Campionato

#### Girone di andata
| Arbitro: | Moen (Haugesund) |

|                                       |           |          |
| Ohr 17’ D. Berg Hestad 70’ Konate 73’ | Marcatori | 75’ Årst |

| Skien 17 aprile 2006, ore 18:00 CEST 2ª giornata | Odd Grenland         | 0 – 0 referto | Molde | Odd Stadion (6.100 spett.)\| Arbitro: \| Olsen (Kristiansand) \| |
| Arbitro:                                         | Olsen (Kristiansand) |               |       |                                                                  |

| Arbitro: | Helgerud (Lier) |

|  |           |          |
|  | Marcatori | 58’ Hoff |

| Arbitro: | Øvrebø (Oslo) |

|  |           |                 |
|  | Marcatori | 13’ (rig.) Rudi |

| Arbitro: | Staberg |

|  |           |                     |
|  | Marcatori | 31’ Miller 90’ Moen |

| Arbitro: | Berntsen (Vang) |

|                            |           |            |
| Kovács 19’ Nhleko 45’, 88’ | Marcatori | 85’ Konate |

| Arbitro: | Sandmoen |

|                                              |           |  |
| Konate 12’ Mavrič 41’ (rig.) Friend 64’, 70’ | Marcatori |  |

| Arbitro: | Sandmoen |

|                            |           |  |
| Occean 19’, 34’ Mifsud 29’ | Marcatori |  |

| Arbitro: | Alseth (Stjørdal) |

|              |           |             |
| Singsaas 90’ | Marcatori | 11’ Johnsen |

| Arbitro: | Moen (Haugesund) |

|                     |           |  |
| dos Santos 11’, 23’ | Marcatori |  |

| Arbitro: | Ditlefsen |

|             |           |                |
| Abiodun 16’ | Marcatori | 29’, 73’ Diouf |

| Arbitro: | Sælen (Bergen) |

|            |           |                                     |
| Konate 39’ | Marcatori | 32’ Jansson 68’ Olsen 81’ Alanzinho |

| Arbitro: | Edvartsen (Hamar) |

|                                                          |           |                       |
| Isaksen 9’ Mjelde 35’ Knarvik 50’ Thorsen 62’ Madsen 73’ | Marcatori | 27’ Strande 69’ Diouf |

#### Girone di ritorno
| Arbitro: | Sælen (Bergen) |

|                |           |  |
| Diouf 15’, 17’ | Marcatori |  |

| Arbitro: | Edvartsen (Hamar) |

|                               |           |  |
| Rushfeldt 45’ Årst 77’ (rig.) | Marcatori |  |

| Arbitro: | Staberg |

|                      |           |  |
| Edu 58’ Simonsen 73’ | Marcatori |  |

| Arbitro: | Hauge (Bergen) |

|  |           |                      |
|  | Marcatori | 42’ Braaten 90’ Koné |

| Arbitro: | Moen (Haugesund) |

|                          |           |            |
| Winters 56’ Sæternes 82’ | Marcatori | 35’ Hestad |

| Arbitro: | Sandmoen |

|                                       |           |              |
| Hoseth 22’ (rig.), 61’ Andreasson 53’ | Marcatori | 83’ Ødegaard |

| Arbitro: | Sælen (Bergen) |

|         |           |            |
| Tóth 5’ | Marcatori | 76’ Hoseth |

| Arbitro: | Sandmoen |

|                            |           |  |
| Baldvinsson 46’ Mavrič 78’ | Marcatori |  |

| Arbitro: | Alseth (Stjørdal) |

|                                    |           |                               |
| Bärlin 12’ Nielsen 63’ Johnsen 71’ | Marcatori | 29’ Mavrič 33’ D. Berg Hestad |

| Arbitro: | Skjerven (Kaupanger) |

|  |           |                                     |
|  | Marcatori | 45’, 66’ Fredheim Holm 51’ Sørensen |

| Arbitro: | Olsen (Kristiansand) |

|            |           |              |
| Hoseth 32’ | Marcatori | 47’ Gullerud |

| Arbitro: | Moen (Haugesund) |

|                                                                                    |           |  |
| Tchoyi 21’ Keller 30’ Nannskog 31’, 47’, 77’ Gunnarsson 44’ (rig.), 49’ Hauger 79’ | Marcatori |  |

| Arbitro: | Edvartsen (Hamar) |

|                           |           |                                       |
| Andreasson 13’ Kallio 79’ | Marcatori | 18’ Andersson 29’ Thorsen 82’ Adriano |

### Coppa di Norvegia
| Surnadal 10 maggio 2006, ore 18:00 CEST Primo turno                                                    | Surnadal  | 1 – 6 referto                                           | Molde | Syltøran Stadion (861 spett.) |
| \| \| \| \| \| Kvendset 84’ \| Marcatori \| 5’, 17’ Conteh 9’ (rig.) Mavrič 29’, 90’ Gram 63’ Husøy \| |           |                                                         |       |                               |
| |           |                                                         |       |                               |
| Kvendset 84’                                                                                           | Marcatori | 5’, 17’ Conteh 9’ (rig.) Mavrič 29’, 90’ Gram 63’ Husøy |       |                               |

| Hemne 8 giugno 2006, ore 18:00 CEST Secondo turno | KIL/Hemne | 1 – 11 referto                                                                                                | Molde | Ånesøyan Kunstgress |
| \| \| \| \| \| Helland 76’ \| Marcatori \| 12’ (rig.) Mavrič 16’, 35’, 70’, 72’, 79’ Konate 20’ Ohr 33’ D. Berg Hestad 50’ Diouf 69’ Gjerde 85’ Rindarøy \| |           | |       |                     |
| |           | |       |                     |
| Helland 76’ | Marcatori | 12’ (rig.) Mavrič 16’, 35’, 70’, 72’, 79’ Konate 20’ Ohr 33’ D. Berg Hestad 50’ Diouf 69’ Gjerde 85’ Rindarøy |       |                     |

| Ski 5 luglio 2006, ore 18:00 CEST Terzo turno                                                            | Follo     | 3 – 2 (d.t.s.) referto        | Molde | Ski Stadion |
| \| \| \| \| \| Rosen 24’ (rig.) Enckell 85’ Maruti 118’ \| Marcatori \| 10’ Konate 66’ D. Berg Hestad \| |           |                               |       |             |
| |           |                               |       |             |
| Rosen 24’ (rig.) Enckell 85’ Maruti 118’                                                                 | Marcatori | 10’ Konate 66’ D. Berg Hestad |       |             |

### Coppa UEFA
| Molde 24 agosto 2006, ore 19:00 CEST Secondo turno preliminare Andata | Molde | 0 – 0 referto | Skonto | Aker Stadion\| Arbitro: \| Ross \| |
| Arbitro:                                                              | Ross  |               |        |                                    |

| Arbitro: | Banari |

|               |           |                    |
| Astafjevs 68’ | Marcatori | 42’ Mavrič 61’ Ohr |

| Molde 14 settembre 2006, ore 20:05 CEST Primo turno Andata | Molde  | 0 – 0 referto | Rangers | Aker Stadion\| Arbitro: \| Granat \| |
| Arbitro:                                                   | Granat |               |         |                                      |

| Arbitro: | Kircher |

|                       |           |  |
| Buffel 4’ Ferguson 6’ | Marcatori |  |